# Кьяромонте
Кьяромонте (итал. Chiaromonte) — коммуна в Италии, расположена в регионе Базиликата, подчиняется административному центру Потенца.
Население составляет 2126 человек, плотность населения составляет чел./км². Занимает площадь 70 км². Почтовый индекс — 85032. Телефонный код — 0973.
Покровителем населённого пункта считается святой Иоанн Креститель. Праздник ежегодно празднуется 24 июня, 29 августа.